# Jokergruppen
Jokergruppen var under åren 1969 - 1985 en uppsökande dockteatergrupp med bas i Göteborg, där ateljén och verkstaden fanns.Som fri teatergrupp var man verksam både i Sverige och utomlands med föreställningar för såväl barn som vuxna. Färg, form, fantasi och rörelse var bärande element i föreställningarna.
Tre huvudlinjer karaktäriserade Jokergruppens arbete: dockteaterföreställningar, pedagogiskt inriktade kurser i dockteater samt tillverkning av dockor i samband med barnföreställningar.
Gruppen startades  som en ideell förening av Ulla Bjurde, Ronnie Hallgren, Eivor Johansson, Barbro Lord, Kate Thorlid och Kerstin Wendt-Larsson, pedagogiska ledare i drama/teater och dockteater och bild och form vid olika fritidsgårdar i Göteborg. Gruppen hade en bred kompetens för att driva och utveckla dockteaterkonsten. Jokergruppen organiserades som fri teatergrupp.
Yukari Ahlenius utbildad i dockteaterregi och Anna-Karin Lagerquist kulturadministratör anslöt till gruppen 1972 och Gunilla Hagström, förskollärare 1976. Gruppen utökades 1979 med Carina Thorlid och Carina Tornberg.
Jokergruppen hade ekonomiskt stöd från Göteborgs kommun, Statens Kulturråd och Nordisk kulturfond för turné.

## Samarbeten
Jokergruppen samarbetetade med författare, bildkonstnärer och musiker. Björn Clarin skrev manus och musik till föreställnigen “Prinsessan Snygging och Friarna Pärson”. Föreställningen Babels Torn skedde i samarbete med Came med författaren Lars Hesslind, konstnären Jens Mattiasson, kompositören Sven-Eric Johansson, musikern Björn Rabe m.fl.
Dockteater Totem med Vojo Stankovskij i Uppsala var både coacher och samarbetspartner för gruppen. Jokergruppen och Totem samverkade kring utländska gästspel. Stan och Dorothy Parker, Parker Marionettes från England var återkommande gäster tillika inspiratörer för Jokergruppen.

## Produktioner

### Föreställningar
- Spansk Rapsodi 1969
- Swedish Christmas Rapsody 1970
- Maxi och Mini 1971
- Prinsessan Snygging och friarna Pärson1971
- Nota Bene Bagatell 1972
- Dansa min docka 1973
- E’ du med mig 1976
- Babels torn/Came spektakel 1980
- Ägg, låda eller mittemellan 1981
- Tigern och den gamle mannen 1981
- Rödluvan och vargen 1983

### Övrig produktion
- Projekt Östra Sjukhuset i samarbete med Östra Sjukhusets barnklinik 1975-1976
- Dockteaterlådan 1983 – 1984 ett samarbete med Göteborgs Historiska museum och socialförvaltningen i Göteborg

### Nationella Festivaler
- Nordisk Teatervecka, Göteborg 1971
- Dockteaterdagar, Göteborg 1975
- Amatörteaterns Riksförbund, Avesta 1979
- Amatörteaterfestival, Göteborg 1981
- Amatörteaterns Riksförbunds festival, Västerås 1981
- Unimafestival i Uppsala
- Unimafestival i Stockholm

### Internationella festivaler
- The Puppeteers of America Storrs Connecticut, USA 1970
- Internationell dockteaterfestival, Marionetteatern, Stockholm 1973
- Unima internationell festival, Charles de Ville, Frankrike

### Utställningar
- Tomelilla konsthall, Tomelilla 1971
- Form, Malmö 1971
- Hjällbo Fritidsgård, Göteborg 1973
- Internationell dockteaterfestival, Stockholm 1973
- Göteborgs Stadsmuseum 1975
- Göteborgs Stadsbibliotek  “Dockteaterns Värld” 1976
- Teaterhistoriska museet 1978
- Teaterhistoriska museet 1980

### Radio/TV program
- Sveriges Radio, Spela Roll, redaktör Gunnar Ollén 1972
- Sveriges Radio, Spela Roll, redaktör Gunnar Ollén 1980
- Children’s Television Workshop, USA.Medverkan i ett avsnitt av Sesame Street augusti 1970
- Sveriges Television Gomorron Sverige 1978

### Stipendier, utmärkelser
- Göteborgs stads Kulturstipendium 1972
- Två av medlemmarna har fått stipendier från Statens Konstnärsstipendienämnd respektive  Sven Jerringfonden

### Medlemskap
- Union de la Maronettes, UNIMA
- Amatörteaterns Riksförbund, ATR

### Redaktionellt arbete
- Under 1974-1975 var Jokergruppen redaktion för Unima- Dockteatern